# Le château d’eau
Château d'eau je vodotoranj sagrađen u 19. stoljeću, blizu prometnice Cours Dillon, pokraj mosta Pont-Neuf u Toulouseu. Građevina je kasnije prenamijenjena u fotografsku galeriju. Utemeljio ju je 1974. Jean Dieuzaide, francuski fotograf iz Toulousea. Galerija je jedno od najstarijih javnih mjesta na svijetu posvećenih fotografiji.

## Vanjske poveznice
- Le château d'eau  Arhivirana inačica izvorne stranice od 8. ožujka 2011. (Wayback Machine) (službena stranica)
- Francusko ministarstvo kulture i komunikacija, povijesni spomenici: Le Château d'Eau  Arhivirana inačica izvorne stranice od 26. rujna 2015. (Wayback Machine)